# Nicole (čileanska pjevačica)
Nicole (rođena kao Denisse Lilian Laval Soza, Santiago, 19. siječnja 1977.) čileanska je pjevačica i glumica.